# Peniophora exima
Peniophora exima är en svampart som beskrevs av H.S. Jacks. & Dearden 1951. Peniophora exima ingår i släktet Peniophora och familjen Peniophoraceae.   Inga underarter finns listade i Catalogue of Life.